# Reformierter Kirchenkreis Berlin-Brandenburg
Der Reformierte Kirchenkreis Berlin-Brandenburg ist einer von 25 Kirchenkreisen der Evangelischen Kirche Berlin-Brandenburg-schlesische Oberlausitz. Er gehört nicht zu einem der drei Sprengel der Landeskirche, sondern wird direkt vom Evangelisch-Reformierten Moderamen geleitet. Er umfasst die reformierten Gemeinden, die schon vor der Fusion im Jahr 2004 zur Evangelischen Kirche in Berlin-Brandenburg gehörten. Die damals zur Evangelischen Kirche der schlesischen Oberlausitz gehörende Reformierte Gemeinde Görlitz gehört zum Kirchenkreis Schlesische Oberlausitz, nimmt aber als assoziierte Gemeinde auch an der Arbeit des Reformierten Kirchenkreises teil.

## Organisation
Die Grundordnung der Landeskirche enthält mit Artikel 65 Reformierter Kirchenkreis einen eigenen Artikel für den Kirchenkreis.
Die Rechte und Pflichten des Superintendenten übt der von der Kreissynode gewählte Kreiskirchenrat aus. Der Generalsuperintendent des Sprengels, in dem die Kreissynode des reformierten Kirchenkreises tagt, nimmt an ihr beratend teil.
Die Verwaltung erfolgt durch das Kirchliche Verwaltungsamt Eberswalde.

## Kirchengemeinden
Zum Kirchenkreis gehören sieben Gemeinden, eine weitere ist assoziiert.

### Havelland
(1) Evangelisch-Reformierte Kirchengemeinde im Havelland als Nachfolgerin von:
- Evangelisch-Reformierte Kirchengemeinde St. Johannis in Brandenburg an der Havel: St. Johannis (Brandenburg an der Havel)
- Evangelisch-Reformierte Kirchengemeinde Hohenbruch

Zum 1. Januar 2022 fusionierten die Gemeinde in Brandenburg und die in Hohenbruch zur Evangelisch-Reformierten Kirchengemeinde im Havelland.

### Berlin
(2) Evangelisch-Reformierten Kirchengemeinde Berlin als Nachfolgerin von:
- Evangelisch-Reformierte Bethlehemsgemeinde
- Evangelisch-Reformierte Schlosskirchengemeinde: Schlosskirche Köpenick

Zum 1. Januar 2023 fusionierten die Bethlehemsgemeinde und die Schlosskirchengemeinde zur Evangelisch-Reformierten Kirchengemeinde Berlin.
(3) Französische Kirche zu Berlin: Französische Friedrichstadtkirche

### Uckermark
(4) Französisch-Reformierte Gemeinden Ziethen / Senftenhütte: Dorfkirche Groß-Ziethen
(5) Französisch-Reformierte Gemeinde Schwedt: Heilig-Geist-Kapelle (Angermünde)
(6) Französisch-Reformierte Gemeinde Bergholz: Kirche Bergholz

### Potsdam
(7) Französisch-Reformierte Gemeinde Potsdam: Französische Kirche (Potsdam)

### Schlesische Oberlausitz
Evangelisch-Reformierte Gemeinde Görlitz im Evangelischen Kirchenkreis Schlesische Oberlausitz
Die Evangelisch-Reformierte Gemeinde Görlitz ist Mitglied im Kirchenkreis Schlesische Oberlausitz und dem Reformierten Kirchenkreis Berlin-Brandenburg assoziiert.